# Sutherland Brothers
Sutherland Brothers was een bandnaam van de gebroeders Sutherland, die midden jaren 70 succes hadden. De Schotten zijn in Nederland vooral bekend vanwege hun zomerhit Arms of Mary, maar hun meest verkochte song is Sailing onder meer gezongen door Rod Stewart die er een wereldhit mee had. Een geheel andere versie van Sailing verscheen op het album Long Misty Days van Robin Trower.
Het oorspronkelijk duo bestond uit:
- Gavin Sutherland (Peterhead, Aberdeenshire, 6 oktober 1951) - zang en basgitaar en
- Iain Sutherland (Ellon, Aberdeenshire, 17 november 1948[1] – 25 november 2019) – zang, gitaar, toetsinstrumenten.

## Loopbaan
De broertjes Sutherland kregen de muziek met de paplepel ingegoten; hun vader was musicus in de band The Melody Makers en de elpees van Gene Krupa en Benny Goodman liggen regelmatig op de draaitafel. Later, als de familie in Engeland woont, raakt Gavin onder de indruk van Eddie Cochran en The Shadows. Vervolgens gaat het via The Beatles en Bob Dylan verder naar Van Morrison. Gavin’s voorbeeld bleef John Lennon.
Zelf start het duo onder de naam A New Generation in 1968, in Engeland hadden ze plaatselijk succes met de single Smokie Blues Away, waarvan de melodie gebaseerd was op de negende symfonie van Antonín Dvořák. Gavin kwam als componist via via in aanraking met een werknemer van Apple Records , die zijn muziek onder de aandacht bracht van Muff Winwood, producer bij Island Records. Het resulteerde in 1972 in een hitje The Pie, dat verscheen onder de naam The Sutherland Brothers Band. De muziek was folkachtige rock. Er verschenen 4 albums op Island. De twee musici schakelden de band Quiver in om hun repertoire meer naar de rock uit te breiden. De albums verschenen vanaf dan onder de naam Sutherland Brothers and Quiver, soms Sutherland Bros and Quiver of onder de afkorting SB&Q. Eerder probeerden ze nog de naam Quiverland and Brothers.
Gedurende de jaren verdwenen steeds meer leden van Quiver naar elders. Het laatste album werd volgespeeld zonder Quiver-leden. Groot succes volgde pas toen de band overstapte naar CBS, uiteindelijk sorterend in de hit Arms of Mary, dat later in een coverversie ook nog een hitje werd van Chiliwack uit Canada. Desondanks dit succes kwam er in 1979 een eind aan de band, de punkbeweging maakte de muziek van de gebroeders Sutherland in hun ogen overbodig. Vanaf de jaren 90 verschenen de albums op compact discs, maar de laatste verscheen pas in 2008 op een retroplatenlabel.

## Discografie

### Albums
| Album met eventuele hitnotering(en) in de Nederlandse Album Top 100 | Datum van verschijnen | Datum van binnenkomst | Hoogste positie | Aantal weken | Opmerkingen   |
| ------------------------------------------------------------------- | --------------------- | --------------------- | --------------- | ------------ | ------------- |
| The Sutherland Brothers band                                        | 1971                  | -                     |                 |              |               |
| Lifeboat                                                            | 1972                  | -                     |                 |              |               |
| Dream kid                                                           | 1973                  | -                     |                 |              | met Quiver    |
| Beat of the street                                                  | 1974                  | -                     |                 |              | met Quiver    |
| Reach for the sky                                                   | 1975                  | 03-07-1976            | 11              | 12           | met Quiver    |
| Slipstream                                                          | 1976                  | -                     |                 |              | met Quiver    |
| Sailing                                                             | 1976                  | -                     |                 |              | Verzamelalbum |
| Down to earth                                                       | 1977                  | -                     |                 |              | met Quiver    |
| When the night comes down                                           | 1979                  | -                     |                 |              |               |

### Singles
| Single met eventuele hitnotering(en) in de Nederlandse Top 40 | Datum van verschijnen | Datum van binnenkomst | Hoogste positie | Aantal weken | Opmerkingen                             |
| ------------------------------------------------------------- | --------------------- | --------------------- | --------------- | ------------ | --------------------------------------- |
| The pie                                                       | 1972                  | -                     |                 |              |                                         |
| Sailing                                                       | 1972                  | -                     |                 |              |                                         |
| Lady like you                                                 | 1972                  | -                     |                 |              |                                         |
| (I don't wanna love you but) You got me anyway                | 1973                  | 05-05-1973            | tip9            | -            | met Quiver                              |
| Dream kid                                                     | 1974                  | -                     |                 |              | met Quiver                              |
| Saviour in the rain                                           | 1974                  | -                     |                 |              | met Quiver                              |
| Arms of Mary                                                  | 1976                  | 12-06-1976            | 1(3wk)          | 12           | met Quiver / Nr. 1 in de Single Top 100 |
| (I don't wanna love you but) You got me anyway                | 1976                  | 21-08-1976            | tip23           | -            | met Quiver                              |
| Secrets                                                       | 1976                  | -                     |                 |              | met Quiver                              |
| If I could have your loving                                   | 1977                  | 26-02-1977            | tip18           | -            | met Quiver                              |
| Easy come, easy go                                            | 1979                  | -                     |                 |              |                                         |

| Single met hitnotering(en) in de Vlaamse Ultratop 50 | Datum van verschijnen | Datum van binnenkomst | Hoogste positie | Aantal weken | Opmerkingen                             |
| ---------------------------------------------------- | --------------------- | --------------------- | --------------- | ------------ | --------------------------------------- |
| Arms of Mary                                         | 1976                  | -                     |                 |              | met Quiver / Nr. 1 in de Radio 2 Top 30 |

### NPO Radio 2 Top 2000
| Nummer met noteringen in de NPO Radio 2 Top 2000 | '99  | '00  | '01  | '02  | '03  | '04  | '05  | '06  | '07  | '08  |
| ------------------------------------------------ | ---- | ---- | ---- | ---- | ---- | ---- | ---- | ---- | ---- | ---- |
| Arms of Mary (met Quiver)                        | 1091 | 1244 | 1087 | 1499 | 1516 | 1910 | 1543 | 1867 | 1876 | 1697 |

1. ↑  Een vetgedrukt getal geeft de hoogste notering aan.
2. ↑  Deze tabel is bijgewerkt tot en met de laatste editie (2024).

### Soloalbums van Gavin Sutherland
- 1982: Beat of my heart
- 1999: Diamonds and Gold
- 2008: The deal

### Soloalbums Iain Sutherland
- 1983: Mixed emotions
- 1985: Learning to dance

## Trivia
- Island Records weigert het album Beat of the street uit 1974 uit te brengen in de Verenigde Staten.
- Het album Down to earth uit 1977 is ook een samenwerking met Quiver, alhoewel Quiver alleen nog bestond uit John Wilson.